# マーストリヒト条約 (1843年)
マーストリヒト条約（マーストリヒトじょうやく、英語: Treaty of Maastricht）は1843年8月8日に締結された、ベルギー王国とオランダ王国の間で締結された国境条約。12世紀以来の土地の所有権により、家屋を通る複雑な国境となり、いくつかの小さな飛地もあった。
マーストリヒト近く、マース川左岸の一部がオランダに返還された。